# Зелень (Куявсько-Поморське воєводство)
Зелень (пол. Zieleń) — село в Польщі, у гміні Ринськ Вомбжезького повіту Куявсько-Поморського воєводства.
Населення — 448 осіб (2011).

## Демографія
Демографічна структура станом на 31 березня 2011 року:
|          | Загалом | Допрацездатний вік | Працездатний вік | Постпрацездатний вік |
| -------- | ------- | ------------------ | ---------------- | -------------------- |
| Чоловіки | 213     | 47                 | 140              | 26                   |
| Жінки    | 235     | 44                 | 147              | 44                   |
| Разом    | 448     | 91                 | 287              | 70                   |